# Marina Szendey
Marina Szendey (* 8. Juli 1971 in Budapest) ist eine ehemalige ungarische Bogenschützin.

## Karriere
Marina Szendey gewann 1992 bei den Europameisterschaften in Valletta Mannschaftsbronze. Zudem nahm sie an den Olympischen Spielen 1992 in Barcelona teil. Im Einzelwettbewerb belegte Szendey den 35. Platz. Mit Tímea Kiss und Judit Kovács wurde sie im Mannschaftswettbewerb Vierzehnte. 